# Обуса
Обуса (бур. Үбэсэ) — село в Осинском районе Усть-Ордынского Бурятского округа Иркутской области. Административный центр муниципального образования «Обуса».

## Топонимика
Название Обуса (также Убуса) происходит от бурятского үбһэн — сено. По другой версии, данный топоним представляет собой сочетания древнего ираноязычного об и бурятского ус(а). Оба эти слова означают вода.

## География
Село находится на расстоянии 37 км к северу от села Оса, административного центра района. Абсолютная высота — 450 м над уровнем моря.

## Население
| 2002 | 2010 | 2011 | 2012 |
| ---- | ---- | ---- | ---- |
| 847  | ↘821 | ↘819 | ↗831 |

На 2025 год население составляет 905 человек.

## Инфраструктура
В селе функционируют школа, детский сад, ФАП, пожарная часть.

## Культура
В Обусе 1 марта 2025 года открылся Дом Культуры..